# Domanín (district de Hodonín)
Pour les articles homonymes, voir Domanín.
Domanín (en allemand : Domaning, auparavant : Domanin) est une commune du district de Hodonín, dans la région de Moravie-du-Sud, en République tchèque. Sa population s'élevait à 1 019 habitants en 2020.

## Géographie
Domanín se trouve à 4 km au nord-nord-est de Bzenec, à 17 km à l'ouest-sud-ouest d'Uherské Hradiště, à 21 km au nord-nord-est de Hodonín, à 54 km à l'est-sud-est de Brno et à 238 km au sud-est de Prague.
La commune est limitée par Ořechov au nord, par Moravský Písek à l'est, par Bzenec au sud et par Těmice à l'ouest.

## Histoire
La première mention écrite du village date de 1228.